# Kugelmugel

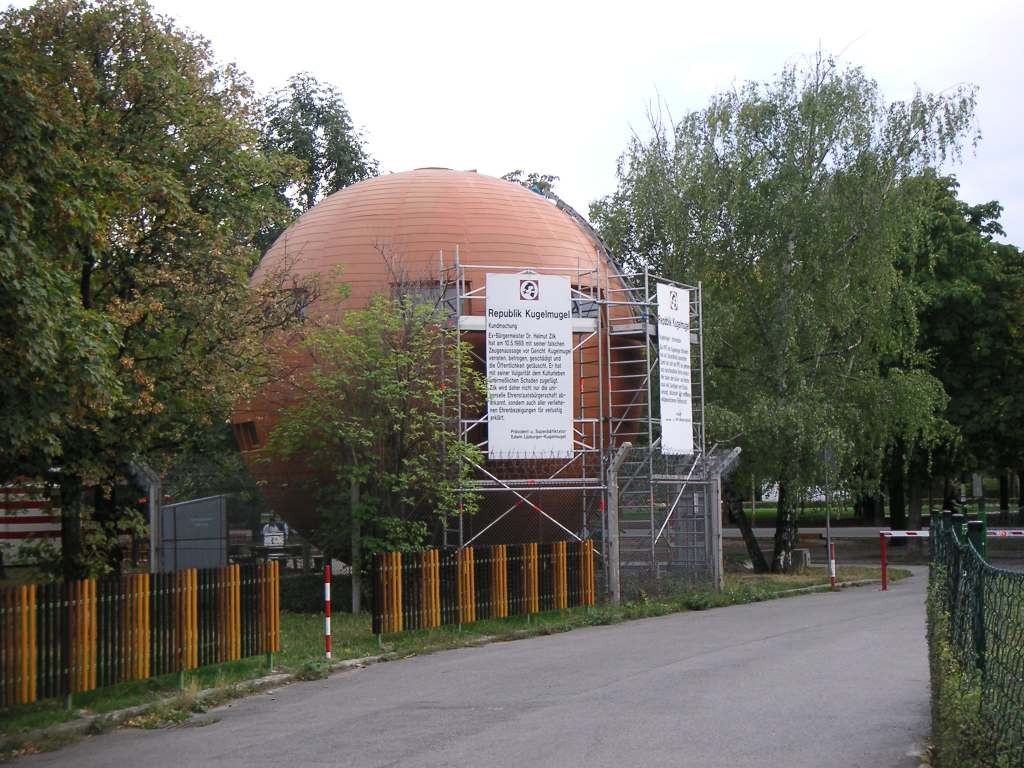
Kugelmugel, al parc del Prater.

Kugelmugel («camp esfèric», en alemany) és una micronació a Viena, Àustria.
Localitzada al Prater de Viena, la República de Kugelmugel es va declarar independent el 1984, després de discussions entre l'artista Edwin Lipburger i les autoritats austríaques sobre el permís de construcció d'una casa de forma esfèrica. La casa està envoltada amb una tanca de pues que marca els límits de Kugelmugel. La seva adreça és Antifaschismusplatz, 2 (plaça de l'Antifeixisme, 2), i el fundador és el cap d'estat de la nació, que consta d'un total de 389 ciutadans (evidentment, la majoria són no residents). Lipburger es va negar a pagar impostos al govern austríac i va començar a imprimir els seus propis segells, amb la qual cosa va ser condemnat a presó, però el president d'Àustria li va concedir el perdó i el va deixar lliure. Kugelmugel s'ha tornat una atracció turística a Viena per la seva història i arquitectura úniques.